# Novokosteantînivka, Bratske
Novokosteantînivka (în ucraineană Новокостянтинівка) este localitatea de reședință a comunei Novokosteantînivka din raionul Bratske, regiunea Mîkolaiiv, Ucraina.

## Demografie
Componența lingvistică a localității Novokosteantînivka
     Ucraineană (86,88%)
     Rusă (9,42%)
     Română (1,91%)
     Alte limbi (0,22%)
Conform recensământului din 2001, majoritatea populației localității Novokosteantînivka era vorbitoare de ucraineană (86,88%), existând în minoritate și vorbitori de rusă (9,42%), română (1,91%) și armeană (1,23%).